# دریاچه سفنتا آنا
دریاچه سفنتا آنا (به لاتین: Lake Sfânta Ana) یک دریاچه دهانه آتشفشانی در رومانی است که در Harghita County, Romania واقع شده‌است.